# منتخب أوغندا لكرة القدم
منتخب أوغندا لكرة القدم (بالإنجليزية: Uganda national football team) ملقب بالكراكي وهو المنتخب الوطني في أوغندا ويديره اتحاد أوغندا لكرة القدم. أفضل انجاز حققه في تصفيات كأس العالم هو التأهل إلى الدور الأول في تصفيات 1978 بينما أفضل انجاز حققه في كأس الأمم الأفريقية هو احتلال المركز الثاني في بطولة 1978.

## وصلات خارجية
- قائمة بيانات المنتخب من الموقع الرسمي للفيفا باللغة العربية

| السنة | المركز          | السنة | المركز          | السنة | المركز   | السنة | المركز          |
| ----- | --------------- | ----- | --------------- | ----- | -------- | ----- | --------------- |
| 1957  | لم يشارك        | 1976  | مرحلة المجموعات | 1994  | لم يتأهل | 2012  | لم يتأهل        |
| 1959  | لم يشارك        | 1978  | الوصيف          | 1996  | لم يتأهل | 2013  | لم يتأهل        |
| 1962  | المركز الرابع   | 1980  | انسحب           | 1998  | لم يتأهل | 2015  | لم يتأهل        |
| 1963  | انسحب           | 1982  | انسحب           | 2000  | لم يتأهل | 2017  | مرحلة المجموعات |
| 1965  | لم يتأهل        | 1984  | لم يتأهل        | 2002  | لم يتأهل | 2019  | دور الـ16       |
| 1968  | مرحلة المجموعات | 1986  | لم يتأهل        | 2004  | لم يتأهل |       |                 |
| 1970  | لم يتأهل        | 1988  | لم يتأهل        | 2006  | لم يتأهل |       |                 |
| 1972  | لم يتأهل        | 1990  | انسحب           | 2008  | لم يتأهل |       |                 |
| 1974  | مرحلة المجموعات | 1992  | لم يتأهل        | 2010  | لم يتأهل |       |                 |